# Nada Šargin
Nada Šargin (Zrenjanin, 19. siječnja 1977.) je srbijanska glumica. Nakon završene škole i gimnazije u rodnom gradu, upisala je Akademiju umjetnosti u Novom Sadu u klasi profesorice Vide Ognjenović. Kazališnu karijeru započela je u Srpskom narodnom kazalištu u Novom Sadu, a danas igra u više beogradskih kazališta.

## Karijera
Nada Šargin je prvu filmsku ulogu ostvarila u drami Žurka. Iste godine prijavila se na audiciju za ulogu Lane u filmu Diši duboko, ali je ta uloga pripala njenoj najboljoj prijateljici Jeleni Đokić. Sljedeće godine je snimala triler Krojačeva tajna.
Prvu veliku ulogu imala je u filmu Olega Novkovića Sutra ujutru, za koju je dobila nagradu za najbolju žensku ulogu na 41. filmskim susretima u Nišu.

## Filmografija
- Žurka (2004.)
- Krojačeva tajna (2006.)
- Sutra ujutru (2006.)
- Tegla puna vazduha (2007.)
- Vratiće se rode (2007. – 2008.)
- Čarlston za Ognjenku (2008.)
- Miloš Branković (2008.)
- Nije kraj kao Desa (2008.)
- Turneja (2008.)
- Pogled s prozora (2008.)
- Neko me ipak čeka (2009.)
- Žena sa slomljenim nosem (2010.)
- Kako su me ukrali Nijemci (2011.)
- Praktični vodič kroz Beograd sa pevanjem i plakanjem (2011.)
- Zvjerinjak (2011.)
- Kad svane dan kao Marija (2012.)
- Folk (2012. – 2013.) (TV serija)
- Tražim pomilovanje ili velika tajna (2014.)
- Jagodići: Oproštajni valcer (2014.)
- Nemanjići: Rađanje kraljevine (2017.- )
- Grudi kao Zorka (TV serija - 2018. i film - 2019.)

## Vanjske poveznice
- Nada Šargin na imdb.com